# (8619) 1981 EH1
1981 إي إتش 1 (ويعرف أيضًا باسم (8619) 1981 إي إتش 1 وفق تسمية الكوكب الصغير) (بالإنجليزية: 1981 EH1)‏ هو كويكب ضمن حزام الكويكبات؛ وترتيبه 8619 من حيث الاكتشاف.
اكتُشف هذا الجُرم الفلكي بواسطة هنري ديبهون في 6 مارس 1981.

## وصلات خارجية
- (8619) 1981 EH1 في قاعدة بيانات مختبر الدفع النفاث لأجرام النظام الشمسي الصغيرة

- الاكتشاف · مخطط المدار ·  العناصر المدارية · المعلمات المادية

- (8619) 1981 EH1 على موقع ويكي سكاي: DSS2, SDSS, GALEX, IRAS, Hydrogen α, X-Ray, Astrophoto, Sky Map, Articles and images